# بیلی داف
بیلی داف (انگلیسی: Billy Duff; ۱۶ دسامبر ۱۹۳۸ – ۲۵ مارس ۲۰۰۲) بازیکن فوتبال اهل بریتانیا بود.
از باشگاه‌هایی که در آن بازی کرده‌است می‌توان به باشگاه فوتبال روچدیل، باشگاه فوتبال گریمزبی تاون، و باشگاه فوتبال اسکانتورپ یونایتد اشاره کرد.